# Tapheocarpa
Tapheocarpa là một chi thực vật có hoa trong họ Commelinaceae.